# Base Vostok
La base permanente Vostok (in russo Станция Восток?, Stancija Vostok, letteralmente "stazione est") sorge nel cuore dell'Altopiano Antartico ( a quota 3488 m), in una zona in cui la calotta glaciale raggiunge i 3700 m circa di spessore all'interno del Territorio Antartico Australiano. Realizzata dai sovietici in occasione dell'Anno geofisico internazionale a 1410 km dalla base Mirnyj, 1260 km dalla più prossima linea costiera, 1280 km dal Polo Sud e 1310 km dalla stazione McMurdo, fu aperta il 16 dicembre 1957.
La sua operatività ha subito quattro interruzioni: dal gennaio 1962 al gennaio 1963, dal febbraio al novembre 1994, dal gennaio al dicembre 1996, dal febbraio 2003 al febbraio 2004, il che non consente di disporre di un archivio meteorologico completo, anche se sono state proposte alcune ricostruzioni per i periodi mancanti, calcolate per estrapolazione. Per la sua ubicazione, rappresenta, insieme alla base Amundsen-Scott, il più importante centro di studio del clima antartico.

## Storia
La base Vostok fu costruita il 16 dicembre 1957, durante l'Anno geofisico internazionale, da parte della seconda spedizione sovietica in Antartide, e fu utilizzata tutto l'anno per oltre 37 anni La stazione è stata temporaneamente chiusa da febbraio a novembre 1994.
Nel 1974, quando gli scienziati britannici in Antartide eseguirono dei rilievi tramite radar scoprirono la presenza di un lago d'acqua dolce sotto il ghiaccio, la cui esistenza era stata peraltro già ipotizzata in base a osservazioni sismologiche da Andrej Kapica intorno al 1960. Nel 1991, Jeff Ridley, uno specialista del Mullard Space Science Laboratory presso la University College di Londra, tramite un satellite europeo chiamato ERS-1 ha compiuto studi nella calotta antartica, ma solo nel 1993 è stata pubblicata la notizia sul Journal of Glaciology.
I radar spaziali hanno rivelato che la massa di acqua dolce sotto alla stazione è un grande lago che rientra tra i venti più grandi al mondo. Dopo ulteriori studi di britannici e russi si è appurato che il lago Vostok, uno dei numerosi laghi subglaciali dell'Antartide (alcune centinaia), si trova a circa 4 000 metri al di sotto della superficie della calotta antartica centrale e si estende su una superficie di 14000 km².

## Nuova stazione Vostok dal 2024

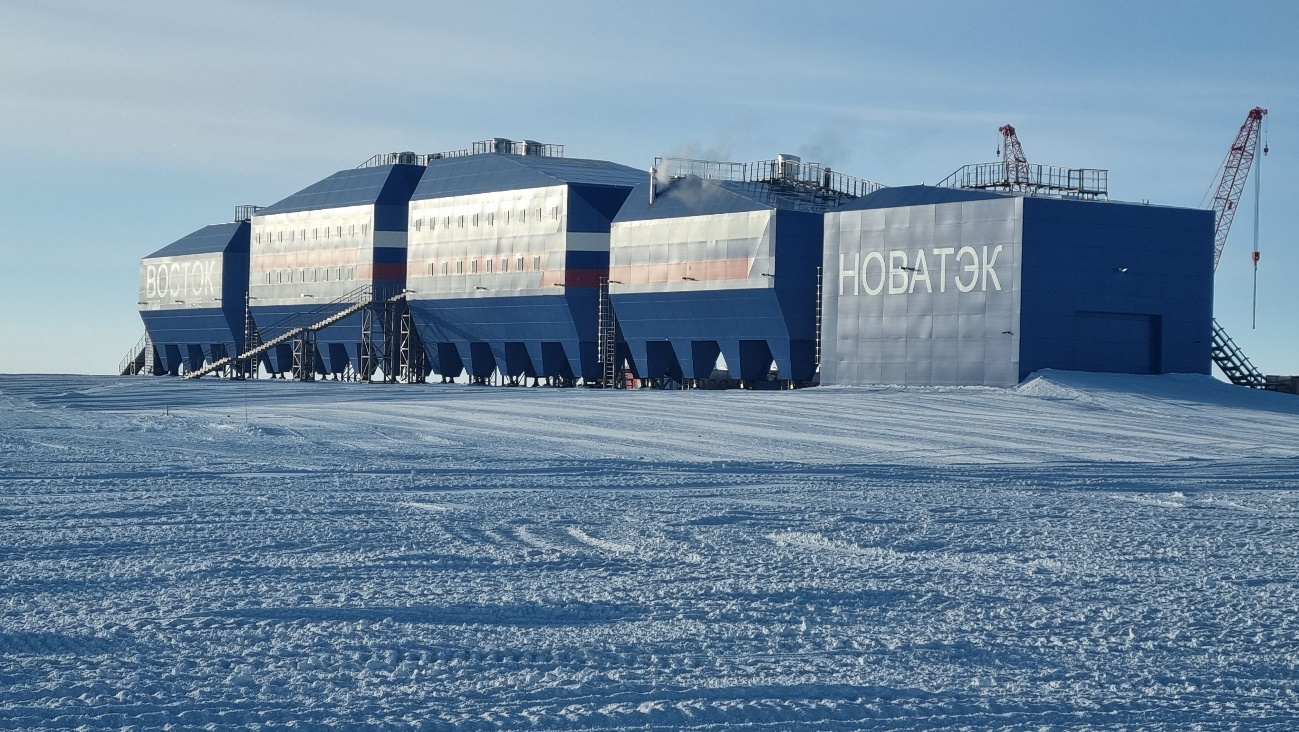
Stazione Vostok 2024

Nel 2019, il governo russo ha avviato la costruzione di un nuovo edificio moderno per sostituire le strutture obsolete della stazione Vostok. Il nuovo complesso è stato realizzato a San Pietroburgo e successivamente trasportato via nave in Antartide. A causa di ripetuti ritardi, la messa in funzione era inizialmente prevista non prima del 2023.
Il 28 gennaio 2024, il nuovo complesso per il svernamento è stato ufficialmente inaugurato. Alla cerimonia, trasmessa in videoconferenza, hanno partecipato il presidente russo Vladimir Putin e il presidente bielorusso Alexander Lukashenko.

## Clima
A Vostok, la notte polare va dal 23 aprile al 21 agosto, il giorno polare dal 21 ottobre al 20 febbraio. La temperatura media annua (1958-2006, con interruzioni) è di −55,3 °C (deviazione standard: 0,8 °C), la più bassa documentata sulla Terra. Il mese più caldo è dicembre (−31,9 °C), il più freddo agosto (−68,0 °C); nel semestre invernale, però, per tutti i mesi da aprile a settembre sono stati registrati casi in cui la media è scesa sotto i −70 °C (Kernlose winter), con un minimo di −75,4 °C nell'agosto 1987. L'evoluzione del clima su base decennale, analizzata sull'unico trentennio disponibile in modo completo, è stata la seguente (media annua):
- 1964-73 −55,38 °C
- 1974-83 −55,26 °C
- 1984-93 −55,24 °C

Si nota un lieve incremento termico, che pare in atto anche nel XXI secolo.

### Gli estremi annuali
Indicata come Polo del freddo terrestre, nel corso della sua storia operativa Vostok ha registrato una temperatura massima di -12,2 °C (11 gennaio 2002), mentre è detentrice del record mondiale di temperatura minima, di cui si elencano i dieci valori giornalieri più bassi (graduatoria non definitiva, poiché le ricerche d'archivio proseguono)
- 21 luglio 1983 -89,2 °C
- 20 luglio 1983 -88,8 °C
- 24 agosto 1960 -88,3 °C
- 20 agosto 1992 -87,9 °C
- 25 agosto 1958 -87,4 °C
- 5 settembre 1968 -86,9 °C
- 2 settembre 1987 -86,0 °C
- 9 settembre 1998 -86,0 °C
- 8 agosto 1958 -85,8 °C

Gli estremi vengono spesso toccati nei giorni in cui ha termine la notte polare (21 agosto) o nei successivi, in accordo con le caratteristiche messe in luce dalle ricerche di micrometeorologia nel clima antartico.
| VOSTOK                           | Mesi  | Mesi  | Mesi  | Mesi  | Mesi  | Mesi  | Mesi  | Mesi  | Mesi  | Mesi  | Mesi  | Mesi  | Stagioni | Stagioni | Stagioni | Stagioni | Anno  |
| VOSTOK                           | Gen   | Feb   | Mar   | Apr   | Mag   | Giu   | Lug   | Ago   | Set   | Ott   | Nov   | Dic   | Est      | Aut      | Inv      | Pri      | Anno  |
| -------------------------------- | ----- | ----- | ----- | ----- | ----- | ----- | ----- | ----- | ----- | ----- | ----- | ----- | -------- | -------- | -------- | -------- | ----- |
| T. max. media (°C)               | −29,0 | −39,4 | −52,9 | −60,3 | −60,4 | −60,5 | −60,6 | −60,7 | −57,5 | −53,5 | −38,8 | −28,0 | −32,1    | −57,9    | −60,6    | −49,9    | −50,1 |
| T. min. media (°C)               | −35,5 | −47,4 | −63,9 | −70,4 | −70,5 | −70,8 | −73,8 | −75,4 | −71,8 | −61,3 | −45,4 | −35,1 | −39,3    | −68,3    | −73,3    | −59,5    | −60,1 |
| Giorni di calura (Tmax ≥ 30 °C)  | 0     | 0     | 0     | 0     | 0     | 0     | 0     | 0     | 0     | 0     | 0     | 0     | 0        | 0        | 0        | 0        | 0     |
| Giorni di gelo (Tmin ≤ 0 °C)     | 31    | 28    | 31    | 30    | 31    | 30    | 31    | 31    | 30    | 31    | 30    | 31    | 90       | 92       | 92       | 91       | 365   |
| Giorni di ghiaccio (Tmax ≤ 0 °C) | 31    | 28    | 31    | 30    | 31    | 30    | 31    | 31    | 30    | 31    | 30    | 31    | 90       | 92       | 92       | 91       | 365   |
| Nuvolosità (okta al giorno)      | 0,1   | 0,2   | 0,4   | 0,5   | 0,6   | 0,5   | 0,5   | 0,5   | 0,4   | 0,3   | 0,2   | 0,1   | 0,1      | 0,5      | 0,5      | 0,3      | 0,4   |
| Precipitazioni (mm)              | 0,7   | 1,1   | 1,6   | 2,0   | 2,6   | 2,3   | 2,3   | 2,5   | 1,8   | 1,4   | 1,0   | 0,6   | 2,4      | 6,2      | 7,1      | 4,2      | 19,9  |
| Giorni di neve                   | 1     | 2     | 2     | 3     | 3     | 3     | 3     | 3     | 3     | 2     | 1     | 0     | 3        | 8        | 9        | 6        | 26    |
| Umidità relativa media (%)       | 13    | 12    | 13    | 13    | 14    | 14    | 15    | 15    | 14    | 14    | 13    | 12    | 12,3     | 13,3     | 14,7     | 13,7     | 13,5  |

### Le precipitazioni
Date le caratteristiche dell'Antartide, risulta inutilizzabile ogni formula di classificazione delle precipitazioni (pluviofattore di Lang, indice di aridità De Martonne, indice di Crowther); tuttavia, l'indicazione empirica secondo cui un'area è qualificata come desertica se soggetta a precipitazioni medie annue inferiori a 150 millimetri, rende Vostok paragonabile alle più aride località del mondo. Secondo i dati d'archivio (1958-2004), la media si attesta a 19,9 mm. In 492 mesi rilevati (fino al 2004) se ne contano 102 (20,7% dei casi) con assenza di precipitazioni; si rintracciano due serie di undici mesi consecutivi a 0,0 mm (marzo 1982 - gennaio 1983; ottobre 1991 - agosto 1992; ai dieci mesi marzo - dicembre 1995 è seguita l'interruzione delle osservazioni). Il mese in cui, più di frequente, non si osservano precipitazioni, è dicembre (media 0,6 mm); all'opposto, maggio (2,6 mm) è il meno arido. I mesi con più precipitazioni sono comunque quelli invernali. Date le basse temperature e l'umidità relativa ridotta, ci si attenderebbe il contrario; ma questo regime è determinato da un'attività ciclonica più intensa d'inverno, quando l'ingerenza delle correnti umide oceaniche si fa strada all'interno del continente. Le precipitazioni di Vostok sono classificate per cadute di neve (in media 26 giorni all'anno), aghi di ghiaccio (247 giorni) e brina (225 giorni), in molti casi in quantità così esigue da non essere rilevabili. Occorre comunque aggiungere che le misure sono rese difficoltose dalla forza del vento. Gli estremi annui, vanno da 0,2 mm (1982 e 1995) a 66,4 mm (1958). Il mese più abbondante, invece, è stato il giugno 1958 (18,6 mm).

## Logistica e identificativi
Vostok, dislocata in cinque edifici, occupa un'area di circa 2500 m², di cui 1000 m² di ambienti e può ospitare fino a un massimo estivo di 25 persone; d'inverno, in media sono 13. Per la sua operatività annuale occorrono 170000 kg di carburante e 400 m³ d'acqua, ottenuti per scioglimento della neve. Vostok fa parte della rete dell'Organizzazione Meteorologica Mondiale: il codice identificativo è 89606.